# Parrocchie civili del Cambridgeshire
Questa è una lista delle parrocchie civili del Cambridgeshire, Inghilterra.

## Cambridge
Cambridge non è coperta da parrocchie.

## East Cambridgeshire
L'intero distretto è coperto da parrocchie.
- Ashley
- Bottisham
- Brinkley
- Burrough Green
- Burwell
- Cheveley
- Chippenham
- Coveney
- Downham
- Dullingham
- Ely
- Fordham
- Haddenham
- Isleham
- Kennett
- Kirtling
- Littleport
- Lode
- Mepal
- Reach
- Snailwell
- Soham
- Stetchworth
- Stretham
- Sutton
- Swaffham Bulbeck
- Swaffham Prior
- Thetford
- Wentworth
- Westley Waterless
- Wicken
- Wilburton
- Witcham
- Witchford
- Woodditton

## Fenland
L'intero distretto è coperto da parrocchie.
- Benwick
- Chatteris
- Doddington
- Elm
- Leverington
- Manea
- March
- Newton
- Parson Drove
- Tydd St Giles
- Christchurch
- Whittlesey
- Wimblington
- Wisbech
- Wisbech St. Mary
- Gorefield

## Huntingdonshire
L'intero distretto è coperto da parrocchie.
- Abbotsley
- Abbots Ripton
- Alconbury
- Alconbury Weston
- Alwalton
- Barham and Woolley
- Bluntisham
- Brampton
- Brington and Molesworth
- Broughton
- Buckden
- Buckworth
- Bury
- Bythorn and Keyston
- Catworth
- Chesterton
- Colne
- Conington
- Covington
- Denton and Caldecote
- Diddington
- Earith
- Easton
- Ellington
- Elton
- Eynesbury Hardwicke
- Farcet
- Fenstanton
- Folksworth and Washingley
- Glatton
- Godmanchester
- Grafham
- Great Gidding
- Great Gransden
- Great Paxton
- Great Staughton
- Haddon
- Hail Weston
- Hamerton
- Hemingford Abbots
- Hemingford Grey
- Hilton
- Holme
- Holywell-cum-Needingworth
- Houghton and Wyton
- Huntingdon
- Kimbolton and Stonley (Kimbolton prima del 2003)
- Kings Ripton
- Leighton
- Little Gidding
- Little Paxton
- Morborne
- Offord Cluny
- Offord Darcy
- Old Hurst
- Old Weston
- Perry
- Pidley cum Fenton
- Ramsey
- Saint Ives
- St. Neots
- St. Neots Rural
- Sawtry
- Sibson-cum-Stibbington
- Somersham
- Southoe and Midloe
- Spaldwick
- Steeple Gidding
- Stilton
- Stow Longa
- Tetworth
- The Stukeleys
- Tilbrook
- Toseland
- Upton and Coppingford
- Upwood and the Raveleys
- Warboys
- Waresley
- Water Newton
- Winwick
- Wistow
- Woodhurst
- Wood Walton
- Yaxley
- Yelling

## Peterborough
Peterborough ed Old Fletton non sono coperte da parrocchie.
- Ailsworth
- Bainton
- Barnack
- Borough Fen
- Bretton
- Castor
- Deeping Gate
- Etton
- Eye
- Glinton
- Helpston
- Marholm
- Maxey
- Newborough
- Northborough
- Orton Longueville
- Orton Waterville
- Peakirk
- St. Martin's Without
- Southorpe
- Stanground North (abolita 2004)
- Sutton
- Thorney
- Thornhaugh
- Ufford
- Upton
- Wansford
- Wittering
- Wothorpe

## South Cambridgeshire
L'intero distretto è coperto da parrocchie.
- Abington Pigotts
- Arrington
- Babraham
- Balsham
- Bar Hill
- Barrington
- Bartlow
- Barton
- Bassingbourn cum Kneesworth
- Bourn
- Boxworth
- Caldecote
- Cambourne
- Carlton
- Castle Camps
- Caxton
- Childerley
- Comberton
- Conington
- Coton
- Cottenham
- Croxton
- Croydon
- Dry Drayton
- Duxford
- Elsworth
- Eltisley
- Fen Ditton
- Fen Drayton
- Fowlmere
- Foxton
- Fulbourn
- Gamlingay
- Girton
- Grantchester
- Graveley
- Great Abington
- Great and Little Chishill
- Great Eversden
- Great Shelford
- Great Wilbraham
- Guilden Morden
- Hardwick
- Harlton
- Harston
- Haslingfield
- Hatley
- Hauxton
- Heydon
- Hildersham
- Hinxton
- Histon
- Horningsea
- Horseheath
- Ickleton
- Impington
- Kingston
- Knapwell
- Landbeach
- Linton
- Litlington
- Little Abington
- Little Eversden
- Little Gransden
- Little Shelford
- Little Wilbraham
- Lolworth
- Longstanton
- Longstowe
- Madingley
- Melbourn
- Meldreth
- Milton
- Newton
- Oakington and Westwick
- Orwell
- Over
- Pampisford
- Papworth Everard
- Papworth St. Agnes
- Rampton
- Sawston
- Shepreth
- Shingay cum Wendy
- Shudy Camps
- Stapleford
- Steeple Morden
- Stow cum Quy
- Swavesey
- Tadlow
- Teversham
- Thriplow
- Toft
- Waterbeach
- Weston Colville
- West Wickham
- West Wratting
- Whaddon
- Whittlesford
- Willingham
- Wimpole